# 兵庫県立八鹿高等学校大屋校
兵庫県立八鹿高等学校大屋校（ひょうごけんりつ ようかこうとうがっこうおおやこう）とは、兵庫県養父市（旧・養父郡）大屋町に所在した公立の高等学校。生徒数の減少により2010年（平成22年）3月31日をもって閉校となった。

## 設置学科
- 普通科

## 所在地
- 〒667-0315 兵庫県養父市（旧・養父郡）大屋町加保7番地

## 沿革
- 1949年 - 兵庫県立八鹿高等学校大屋分校として開校。当初は定時制。
- 1959年 - 定時制を全日制に転換。
- 1975年 - 兵庫県立大屋高等学校として独立。
- 1981年 - 再び分校となる。
- 2001年 - 現校名となる。
- 2008年4月 - 生徒募集停止。
- 2010年3月31日 - 在学生の卒業をもって閉校。